# إكمال المربع
إكمال المربع هي عملية لتحويل الدالة التربيعية من الشكل
{\displaystyle ax^{2}+bx+c\,\!}
إلى الشكل
{\displaystyle a(\cdots \cdots )^{2}+{\mbox{constant}}.\,}
ومصطلح "constant" يعني أنه قيمة ثابتة ولا يعتمد على x. والجزء داخل القوسين يكون على صورة (x + constant) ، بمعنى أن:
{\displaystyle ax^{2}+bx+c\,\!}
تحولت إلى
{\displaystyle a(x+h)^{2}+k\,}
بقيم معينة لكلا من h و k.
استخدامات طريقة إكمال المربع:
- حل المعادلات التربيعية
- رسم المعادلات التربيعية
- حساب التكامل في التفاضل والتكامل مثل تكامل جاوس.
- إيجاد تحويل لابلاس.

ويعد إكمال المربع من العمليات الأساسية في الرياضيات، ويتم استخدامها -حتى بدون الإشارة إليها- في الحسابات التي تحتوي على معادلات تربيعية. كما أن هذه الطريقة تستخدم لاستنتاج طريقة حل المعادلات التربيعية باستخدام المميز.

## مقدمة

### تمهيد
يوجد صيغة بسيطة في علم الجبر لحساب مربع كثيرة الحدود ذات الإسمين
{\displaystyle (x+p)^{2}\,=\,x^{2}+2px+p^{2}.\,\!}
مثال:
{\displaystyle {\begin{alignedat}{2}(x+3)^{2}\,&=\,x^{2}+6x+9&&(p=3)\\[3pt](x-5)^{2}\,&=\,x^{2}-10x+25\qquad &&(p=-5).\end{alignedat}}}
ففي أي مربع كامل العدد p يكون دائما هو نصف معامل x ، ويكون الحد الثابت هو مربع p أي يساوي p2.

### مثال بسيط
في كثيرة الحدود التربيعية التالية:
{\displaystyle x^{2}+10x+28.\,\!}
نجد أنها ليست مربعا كاملا، لأن 28 لا تساوي مربع 5 .
{\displaystyle (x+5)^{2}\,=\,x^{2}+10x+25.\,\!}
بينما يمكننا أن نضع الدالة الأصلية على صورة: (مربع كامل + ثابت) كما يلي:
{\displaystyle x^{2}+10x+28\,=\,(x+5)^{2}+3.}
وهذا ما يسمى إكمال المربع.

### وصف عام
لأي كثيرة حدود واحدية المدخل (أي معامل x يساوي 1) من الدرجة الثانية (أي تربيعية) على الصورة:
{\displaystyle x^{2}+bx+c,\,\!}
يمكن أن نكون 'مربعا كاملا' له نفس الحدين الأولين
{\displaystyle \left(x+{\tfrac {1}{2}}b\right)^{2}\,=\,x^{2}+bx+{\tfrac {1}{4}}b^{2}.}
وهذا المربع الكامل يختلف عن الدالة الأصلية في الحد الثابت فقط. ويمكن أن نكتب
{\displaystyle x^{2}+bx+c\,=\,\left(x+{\tfrac {1}{2}}b\right)^{2}+k,}
حيث k هو ثابت. وهذه العملية تسمى إكمال المربع. ومثالا لذلك:
{\displaystyle {\begin{alignedat}{1}x^{2}+6x+11\,&=\,(x+3)^{2}+2\\[3pt]x^{2}+14x+30\,&=\,(x+7)^{2}-19\\[3pt]x^{2}-2x+7\,&=\,(x-1)^{2}+6.\end{alignedat}}}

### غير واحدية المدخل
لأي كثيرة حدود غير واحدية المدخل (معامل x لا يساوي 1) على الصورة:
{\displaystyle ax^{2}+bx+c\,\!}
يمكن أن نقوم باتخاذ a معاملا مشتركا، ثم نكمل المربع بالطريقة السابقة.
مثال:
{\displaystyle {\begin{aligned}3x^{2}+12x+27&=3(x^{2}+4x+9)\\&{}=3\left((x+2)^{2}+5\right)\\&{}=3(x+2)^{2}+15\end{aligned}}}
ومعنى هذا أننا يمكن أن نكتب أي كثيرة حدود تربيعية على الصورة
{\displaystyle a(x+h)^{2}+k.\,\!}

### صيغة عامة
يمكن كتابة صيغة عامة لعملية إكمال المربع كالتالي:
{\displaystyle ax^{2}+bx+c\;=\;a(x+h)^{2}+k,}
حيث:
{\displaystyle h={\frac {b}{2a}}\quad {\text{and}}\quad k=c-ah^{2}=c-{\frac {b^{2}}{4a}}}
- حالة خاصة عندما a=1:

{\displaystyle x^{2}+bx+c\;=\;(x+h)^{2}+k,}
حيث:
{\displaystyle h={\frac {b}{2}}\quad {\text{and}}\quad k=c-{\frac {b^{2}}{4}}}
- وفي حالة المصفوفات (يراعى ترتيب ضرب المصفوفات):

{\displaystyle x^{\mathrm {T} }Ax+x^{\mathrm {T} }b+c=(x-h)^{\mathrm {T} }A(x-h)+k}
حيث:
{\displaystyle h=-{\frac {1}{2}}A^{-1}b\quad {\text{and}}\quad k=c-{\frac {1}{4}}b^{\mathrm {T} }A^{-1}b}
ويجب أن تكون المصفوفة {\displaystyle A} متماثلة (أي مدور المصفوفة يساوي نفس المصفوفة).
أما لو كانت المصفوفة {\displaystyle A} غير متماثلة فإن صيغة حساب {\displaystyle h} و {\displaystyle k} يتم تغييرها إلى الصورة العامة:
{\displaystyle h=-(A+A^{\mathrm {T} })^{-1}b}.
و
{\displaystyle k=c-h^{\mathrm {T} }Ah=c-b^{\mathrm {T} }(A+A^{\mathrm {T} })^{-1}A(A+A^{\mathrm {T} })^{-1}b}.

## علاقته بالرسم

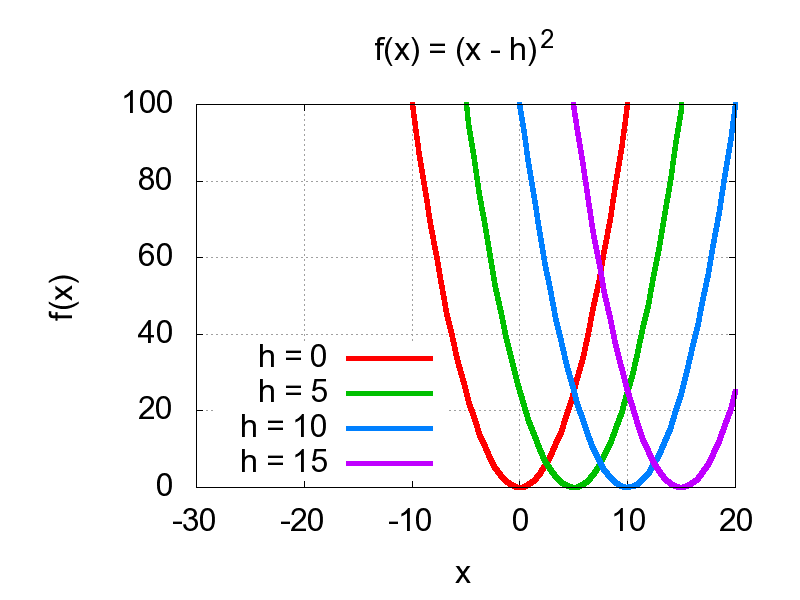
رسم دالة تربيعية مزاحة إلى اليمين بـ h = 0, 5, 10, 15

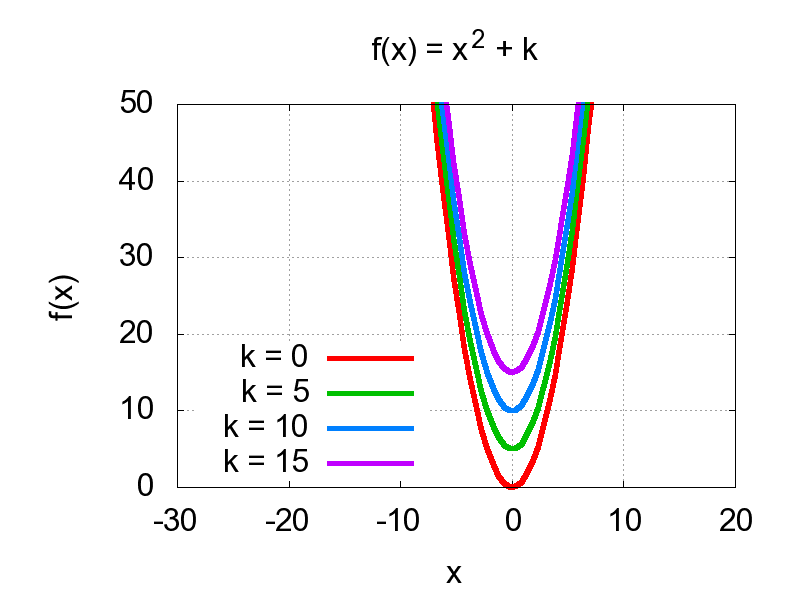
رسم دالة تربيعية مزاحة لأعلى بـ k = 0, 5, 10, 15.

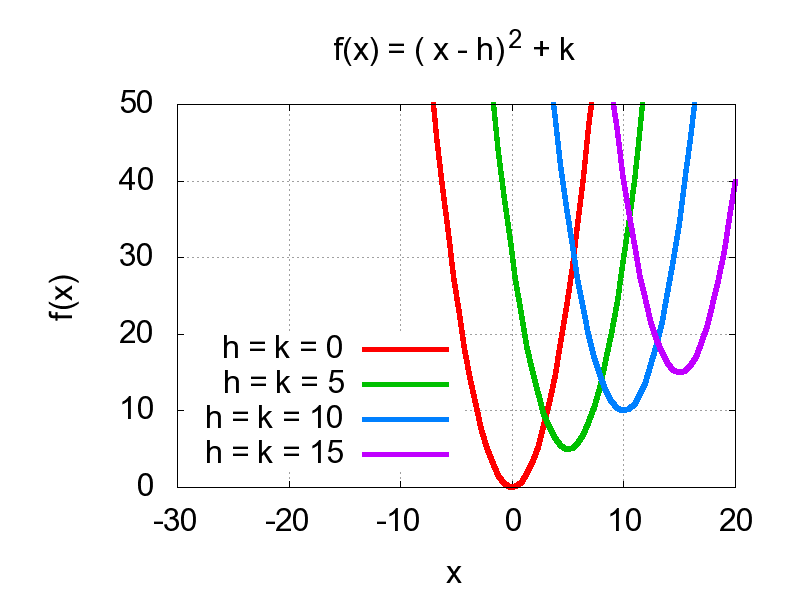
رسم لدالة تربيعية مزاحة لأعلى ولليمين بـ 0, 5, 10, 15

رسم أي دالة تربيعية هو قطع مكافئ في مستوى xy.
فالدالة التربيعية على صورة:
{\displaystyle (x-h)^{2}+k\quad {\text{or}}\quad a(x-h)^{2}+k}
الأرقام h و k تمثل إحداثيات نقطة رأس القطع المكافئ. وتمثل h الإحداثي x لمحور التماثل، بينما تمثل k القيمة الصغرى ( أو العظمى إذا كانت a < 0 ) للدالة التربيعية.
ويمكن القول أن رسم منحنى الدالة التربيعية ƒ(x) = x2 هو قطع مكافئ، رأسه عند نقطة الأصل  (0, 0).
بينما رسم منحنى الدالة ƒ(x − h) = (x − h)2 هو قطع مكافئ تمت إزاحته جهة اليمين بالقيمة h ورأسه هي (h, 0) كما هو مبين بالشكل.
ورسم منحنى الدالة ƒ(x) + k = x2 + k هو قطع مكافئ تمت إزاحته لأعلى بالقيمة k، ورأسه هي نقطة {\displaystyle (0,k)} كما هو مبين بالشكل الثاني.
ويمكن جمع الإزاحتين الأفقية (يمين أو يسار) والرأسية (أعلى أو أسفل) فالدالة ƒ(x − h) + k = (x − h)2 + k
هي قطع مكافئ مزاح لليمين بالقيمة h، ومزاح لأعلى بالقيمة k، ورأسه عند النقطة (h, k)، كما هو مبين بالشكل الثالث.

## حل المعادلات التربيعية
تستخدم طريقة إكمال المربع لحل المعادلات التربيعية، ومثال ذلك:
{\displaystyle x^{2}+6x+5=0,\,\!}
الخطوة الأولى هي إكمال المربع:
{\displaystyle (x+3)^{2}-4=0.\,\!}
ثم نحل الحد المربع:
{\displaystyle (x+3)^{2}=4.\,\!}
وبالتالي إما
{\displaystyle x+3=-2\quad {\text{or}}\quad x+3=2,}
إذن
{\displaystyle x=-5\quad {\text{or}}\quad x=-1.}
ويمكن تطبيق ذلك لأي معادلة تربيعية. وعندما يكون معامل x2 لا يساوي 1 تكون الخطوة الأولى هي قسمة المعادلة على هذا المعامل. انظر المثال التالي:
{\displaystyle {\begin{array}{c}2x^{2}+7x+6\,=\,0\\[6pt]x^{2}+{\tfrac {7}{2}}x+3\,=\,0\\[6pt]\left(x+{\tfrac {7}{4}}\right)^{2}-{\tfrac {1}{16}}\,=\,0\\[6pt]\left(x+{\tfrac {7}{4}}\right)^{2}\,=\,{\tfrac {1}{16}}\\[6pt]x+{\tfrac {7}{4}}={\tfrac {1}{4}}\quad {\text{or}}\quad x+{\tfrac {7}{4}}=-{\tfrac {1}{4}}\\[6pt]x=-{\tfrac {3}{2}}\quad {\text{or}}\quad x=-2.\end{array}}}

### الجذورغير النسبيةأوالمركبة
يمكن استخدام إكمال المربع للحصول على جذور الدالة التربيعية حتى لو كانت تلك الجذور هي جذور غير نسبية أو جذور مركبة.
مثال للجذور غير النسبية:
{\displaystyle x^{2}-10x+18=0.\,\!}
بإكمال المربع نحصل على
{\displaystyle (x-5)^{2}-7=0,\,\!}
وبالتالي
{\displaystyle (x-5)^{2}=7.\,\!}
إذن إما
{\displaystyle x-5=-{\sqrt {7}}\quad {\text{or}}\quad x-5={\sqrt {7}},\,}
إذن
{\displaystyle x=5-{\sqrt {7}}\quad {\text{or}}\quad x=5+{\sqrt {7}}.\,}
وعادةً تكتب على الصورة:
{\displaystyle x=5\pm {\sqrt {7}}.\,}
ومثال للمعادلات ذات الجذور المركبة:
{\displaystyle {\begin{array}{c}x^{2}+4x+5\,=\,0\\[6pt](x+2)^{2}+1\,=\,0\\[6pt](x+2)^{2}\,=\,-1\\[6pt]x+2\,=\,\pm i\\[6pt]x\,=\,-2\pm i.\end{array}}}
حيث الرمز i يساوي {\displaystyle {\sqrt {-1}}\,}

## تطبيقات أخرى

### التكامل
يمكن استخدام إكمال المربع لحساب التكامل كالتالي:
{\displaystyle \int {\frac {dx}{ax^{2}+bx+c}}}
باستخدام قواعد التكامل
{\displaystyle \int {\frac {dx}{x^{2}-a^{2}}}={\frac {1}{2a}}\ln \left|{\frac {x-a}{x+a}}\right|+C\quad {\text{and}}\quad \int {\frac {dx}{x^{2}+a^{2}}}={\frac {1}{a}}\arctan \left({\frac {x}{a}}\right)+C.}
مثال:
{\displaystyle \int {\frac {dx}{x^{2}+6x+13}}.}
بإكمال المربع للمقام نحصل على:
{\displaystyle \int {\frac {dx}{(x+3)^{2}+4}}\,=\,\int {\frac {dx}{(x+3)^{2}+2^{2}}}.}
وبالتالي يمكن إجراء التكامل بالتعويض.
u = x + 3,
الذي يُنتج
{\displaystyle \int {\frac {dx}{(x+3)^{2}+4}}\,=\,{\frac {1}{2}}\arctan \left({\frac {x+3}{2}}\right)+C.}

### الأعداد المركبة
العلاقة التالية
{\displaystyle |z|^{2}-b^{*}z-bz^{*}+c,\,}
حيث z وb هما عدادان مركبان، و {\displaystyle b^{*},z^{*},} هما العددان المرافقان لهما على الترتيب، و c هو عدد حقيقي.
باستخدام القاعدة
{\displaystyle |u|^{2}=uu^{*},}
يمكن إعادة كتابة العلاقة السابقة على الصورة
{\displaystyle |z-b|^{2}-|b|^{2}+c,\,\!}
والتي يتضح أنها كمية حقيقة
{\displaystyle {\begin{aligned}|z-b|^{2}&{}=(z-b)(z-b)^{*}\\&{}=(z-b)(z^{*}-b^{*})\\&{}=zz^{*}-zb^{*}-bz^{*}+bb^{*}\\&{}=|z|^{2}-zb^{*}-bz^{*}+|b|^{2}.\end{aligned}}}
مثال آخر المعادلة التالية:
{\displaystyle ax^{2}+by^{2}+c,\,\!}
حيث a و b و c و x و y هي أعداد حقيقية، و a > 0 و b > 0, يمكن صياغتها على صورة مربع القيمة المطلقة لعدد مركب كالتالي:
نفرض
{\displaystyle z={\sqrt {a}}\,x+i{\sqrt {b}}\,y.}
إذن
{\displaystyle {\begin{aligned}|z|^{2}&{}=zz^{*}\\&{}=({\sqrt {a}}\,x+i{\sqrt {b}}\,y)({\sqrt {a}}\,x-i{\sqrt {b}}\,y)\\&{}=ax^{2}-i{\sqrt {ab}}\,xy+i{\sqrt {ba}}\,yx-i^{2}by^{2}\\&{}=ax^{2}+by^{2},\end{aligned}}}
وبالتالي
{\displaystyle ax^{2}+by^{2}+c=|z|^{2}+c.\,\!}

## المنظور الهندسي
لإكمال المربع للمعادلة
{\displaystyle x^{2}+bx=a\,}
حيث أن x2 تمثل مساحة مربع طول ضلعه x،
وbx تمثل مساحة مستطيل ضلعاه هما b و x،
وبالتالي فإن عملية إكمال المربع يمكن اعتبارها إكمال المستطيلات لنصل إلى مربع.
إذا حاولنا إنشاء مربعا كبيرا مكون من (المربع x2 ) و(المستطيل bx ) معا، سنجد أن هناك ركنا ناقصا يحتاج إلى إكماله. الحد{\displaystyle (b/2)^{2}} الذي يتم إضافته إلى المعادلة يمثل مساحة هذا الركن الذي نحتاجه لإكمال المربع، ومن هنا جاءت التسمية إكمال المربع 

## إكمال المربع بطريقة مختلفة
كما رأينا سابقا فقد أضفنا الحد الثالث v 2 إلى المعادلة
{\displaystyle u^{2}+2uv\,}
لنحصل على مربع. لكن هناك حالات أخرى نقوم فيها بإضافة الحد الثاني (أو الأوسط) بحيث يكون إما (2uv) أو (2uv-) إلى المعادلة
{\displaystyle u^{2}+v^{2}\,}
لنحصل على مربع على الصورة:
{\displaystyle u^{2}+v^{2}=u^{2}+2uv+v^{2}-2uv=(u+v)^{2}-2uv\,}
أو
{\displaystyle u^{2}+v^{2}=u^{2}-2uv+v^{2}+2uv=(u-v)^{2}+2uv\,}

### مثال: مجموع رقم موجبومقلوبه
إذا أردنا إيجاد حاصل جمع أي رقم موجب {\displaystyle x\,} مع مقلوبه {\displaystyle {1 \over x}\,} يمكننا استخدام هذه الطريقة:
{\displaystyle {\begin{aligned}x+{1 \over x}&{}=\left(x-2+{1 \over x}\right)+2\\&{}=\left({\sqrt {x}}-{1 \over {\sqrt {x}}}\right)^{2}+2\end{aligned}}}
واضح أن مجموع أي رقم موجب مع مقلوبه يكون دائما أكبر من أو يساوي 2 لأن مربع أي قيمة حقيقية يكون أكبر من أو يساوي الصفر.

### مثال: تحليل معادلة بسيطة
عند تحليل المعادلة التالية
{\displaystyle x^{4}+324.\,\!}
نجد أنها على صورة
{\displaystyle (x^{2})^{2}+(18)^{2},\,\!}
وبالتالي يمكن استخدام الحد الأوسط على صورة
{\displaystyle 2*x^{2}*(18)=36x^{2},\,\!}
فسوف نحصل على
{\displaystyle {\begin{aligned}x^{4}+324&{}=(x^{4}+36x^{2}+324)-36x^{2}\\&{}=(x^{2}+18)^{2}-(6x)^{2}\end{aligned}}}
وهذا هو فرق بين مربعين يتم تحليله كالتالي:
{\displaystyle {\begin{aligned}&{}=(x^{2}+18+6x)(x^{2}+18-6x)\\&{}=(x^{2}+6x+18)(x^{2}-6x+18)\end{aligned}}}
السطر الأخير تم كتابته لتبدو كثيرة الحدود في الصورة المألوفة حسب الترتيب التنازلي لدرجة المتغير x.